# Sunburst (album)
Sunburst est un album du trompettiste Eddie Henderson sorti en 1975 sur le label Blue Note.

## Description
Après deux albums pour le label Capricorn Record, Eddie Henderson signe chez Blue Note et y enregistre ce premier album. Tout comme ses deux précédents albums le trompettiste retrouve de nombreux collègues du groupe de Herbie Hancock avec qui le trompettiste à beaucoup travaillé au début des années 70. Mais si les albums précédents exploraient un jazz électrique très libre et textural à la Bitches Brew, Sunburst présente des arrangements plus écrits et des durées de morceaux plus accessibles,.

## Pistes
| No | Titre             | Musique          | Durée |
| -- | ----------------- | ---------------- | ----- |
| 1. | Explodition       | George Duke      | 6:41  |
| 2. | The Kumquat Kids  | Alphonso Johnson | 4:30  |
| 3. | Sunburst          | Eddie Henderson  | 5:49  |
| 4. | Involuntary Bliss | Alphonso Johnson | 6:52  |
| 5. | Hop Scotch        | Harvey Mason     | 3:53  |
| 6. | Galaxy            | Eddie Henderson  | 6:36  |
| 7. | We End in a Dream | Bennie Maupin    | 3:11  |

## Musiciens
- Eddie Henderson - Trompette, Flügelhorn, Cornet
- Bennie Maupin - Saxophone ténor, saxello, clarinette basse
- George Duke - Fender Rhodes, Clavinet, Moog, Arp Odyssey, Arp String Ensemble
- Buster Williams - Contrebasse
- Alphonso Johnson - Basse électrique
- Bobby Hutcherson - Marimba
- Julian Priester - Trombone
- Harvey Mason - Batterie
- Billy Hart - Batterie